# Episodi di American Gothic (serie televisiva 2016)
La prima e unica stagione della serie televisiva American Gothic è andata in onda sul canale CBS dal 22 giugno al 7 settembre 2016.
In Italia, la stagione è stata trasmessa in prima visione assoluta dal 15 settembre al 20 ottobre 2016 su Rai 2.
| n° | Titolo originale              | Titolo italiano               | Prima TV USA     | Prima TV Italia   |
| -- | ----------------------------- | ----------------------------- | ---------------- | ----------------- |
| 1  | Arrangement in Grey and Black | La famiglia Hawthorne         | 22 giugno 2016   | 15 settembre 2016 |
| 2  | Jack-in-the-Pulpit            | Il funerale                   | 29 giugno 2016   | 15 settembre 2016 |
| 3  | Nighthawks                    | Nighthawks                    | 6 luglio 2016    | 22 settembre 2016 |
| 4  | Christina's World             | Il mondo di Christina         | 13 luglio 2016   | 22 settembre 2016 |
| 5  | The Artist in His Museum      | L’artista nel suo museo       | 20 luglio 2016   | 29 settembre 2016 |
| 6  | The Chess Players             | I giocatori di scacchi        | 27 luglio 2016   | 29 settembre 2016 |
| 7  | The Gross Clinic              | La clinica Gross              | 3 agosto 2016    | 6 ottobre 2016    |
| 8  | Kindred Spirits               | Spiriti affini                | 10 agosto 2016   | 6 ottobre 2016    |
| 9  | The Oxbow                     | La vita nei boschi            | 17 agosto 2016   | 13 ottobre 2016   |
| 10 | The Veteran in a New Field    | Il veterano in un nuovo campo | 24 agosto 2016   | 13 ottobre 2016   |
| 11 | Freedom From Fear             | Libertà dalla paura           | 31 agosto 2016   | 20 ottobre 2016   |
| 12 | Madame X                      | Madame X                      | 7 settembre 2016 | 20 ottobre 2016   |
| 13 | Whistler's Mother             | Madri                         | 7 settembre 2016 | 20 ottobre 2016   |

## La famiglia Hawthorne
- Titolo originale: Arrangement in Grey and Black
- Diretto da: Matt Shakman
- Scritto da: Corinne Brinkerhoff[2]

### Trama
I soldi degli Hawthorne provengono dall'azienda di costruzioni familiare. Tuttavia, un tunnel costruito dall'azienda crolla. Tra le macerie vengono trovati i resti di un'apparente vittima del "Killer dei Campanelli d'Argento", un serial killer che terrorizzò la città 15 anni prima. La candidata a sindaco Alison Hawthorne-Price promette di trovare il killer se eletta. Il padre Mitch ha un infarto durante la conferenza stampa della figlia. Intanto, in cerca della scorte segrete di droga del fratello Cam, Tessa trova una scatola di campanelli d'argento, tratto distintivo del killer, nel capanno della casa di famiglia. Garrett Hawthorne torna dopo un'assenza di 14 anni per far visita al padre malato e gli sussurra qualcosa all'orecchio. Mitch dice alla moglie Madeline che devono raccontare la verità. Lei gli toglie l'ossigeno.

## Il funerale
- Titolo originale: Jack-in-the-Pulpit
- Diretto da: Greg Beeman
- Scritto da: Corinne Brinkerhoff[3]

### Trama
Dopo aver ucciso Mtch, Madeline viene interrogata dalla sua famiglia sulla collezione di campanelli nel capanno. Lei spiega che Mitch era sempre stato ossessionato con le storie del crimine e di aver comprato i campanelli e i ritagli di giornali da un collezionista. Tuttavia, Mitch iniziò soffrire di demenza negli ultimi mesi, iniziando a convincersi di essere il killer, e suggerì a Madeline di ucciderlo. Tessa diventa sospettosa riguardo alla demenza del padre quando gli altri menzionano di aver giocato recentemente a scacchi e a bridge con il padre. La detective Cutter inizia ad investigare al crollo del tunnel, che ha a che fare con il caso del Killer dei Campanelli d'Argento. Chiede a Brady Ross, il marito di Tessa, di trovare qualcosa con il DNA i Mitch che lo colleghi al killer. Brady non riesce, in quanto Madeline sta rimuovendo tutte le cose di Mitch dalla casa. L'unica connessione è una foto di Cam con indosso la stessa cintura trovata nel crollo del tunnel.

## Nighthawks
- Titolo originale: Nighthawks
- Diretto da: David Straiton
- Scritto da: Meredith Averill[4]

### Trama
Garrett segue una donna di nome Christina Morales (Catalina Sandino Moreno). Si taglia intenzionalmente per farsi curare da lei, e gli rivela di essere la figlia di una delle vittime del killer. Madeline legge le volontà di Mitch alla famiglia; ha lasciato tutto a lei. Pianifica di vendere la fabbrica di cemento e dopo licenzia Gunther. Cam porta Jack da una sua ex terapista e scopre che lei ha le sue sessioni di terapia registrate di quando era adolescente. Sophie lo aiuta a bare le registrazioni, me viene ripreso dalle telecamere, ciò può danneggiare la campagna di Alison e può correre il rischio di perdere la custodia di Jack. La detective Cutter informa Madeline di avere le prove che lei ha comprato una cintura simile a quella ritrovata nel tunnel. Brady le interrompe esclamando che il DNA e le impronte digitali escludono tutti gli Hawthorne. Madeline suggerisce Gunther come assassino, e questo viene trovato più tardi impiccato nel capanno. Lasciando una lettera di suicidio con un semplice: "Mi dispiace".
- Guest star: Stephen Gostkowski, il kicker dei New England Patriots, appare come se stesso; viene portato per sostenere Alison.[4]

## Il mondo di Christina
- Titolo originale: Christina's World
- Diretto da: P.J. Pesce
- Scritto da: Lawrence Broch[5]

### Trama
Quando una donna paralizzata nello schianto del tunnel minaccia di citare in giudizio sia gli Hawthornes che la città, Alison e il sindaco devono collaborare per fermarla. La vicina di Madeline fornisce inavvertitamente alla polizia prove le quali dimostrano che Gunther non poteva essere il Killer dei Campanelli. Lo spacciatore di Sophie la minaccia e Cam è costretto a pagare il debito. Garrett continua ad avvicinarsi a Christina. Madeline riceve un messaggio criptico. Brady scopre che Tessa ha manomesso le prove del DNA per testare la lealtà del marito nei confronti della sua famiglia, e giura di chiudere il caso, indipendentemente da chi sia il colpevole.

## L'artista nel suo museo
- Titolo originale: The Artist in His Museum
- Diretto da: Hanelle Culpepper
- Scritto da: Lauren MacKenzie & Andrew Gettens[6]

### Trama
Madeline affronta sua madre, che ha pagato per stare lontana dagli Hawthorne. Alison e Naomi devono affrontare una minaccia di ricatto da parte di un lavoratore dello staff della campagna. Cam è in astinenza e rivive alcuni ricordi, mentre la polizia lo rintraccia come principale sospettato negli omicidi del killer. Un test del DNA dimostra in seguito la sua innocenza, ma indica che un altro membro della famiglia è l'assassino.

## I giocatori di scacchi
- Titolo originale: The Chess Players
- Diretto da: Ed Ornelas
- Scritto da: Allen MacDonald[7]

### Trama
La notizia della connessione del DNA emerge durante il dibattito di Alison con il sindaco. Mentre gli Hawthorne si nascondono nella loro casa in attesa dei risultati dei test della polizia, si accusano a vicenda cercando di trovare la verità. Nel frattempo, Garrett porta Christina in campeggio che termina in eventi scioccanti. I test del DNA rivelano che Mitch è l'assassino.

## La clinica Gross
- Titolo originale: The Gross Clinic
- Diretto da: Steph Green
- Scritto da: Aaron Fullerton[8]